# ألبارتير
بلدية البِرطِيل أو (نقحرة: ألبارتير) (بالإسبانية: Alpartir) هي بلدية تقع في مقاطعة سرقسطة التابعة لمنطقة أرغون شمال شرق إسبانيا.

## الديموغرافيا
بلغ عدد سكان بلدية البِرطِيل 570 نسمة عام 2011 (وفقاً للمعهد الوطني الإسباني للإحصاء).
| 629 | 610 | 614 | 584 | 575 | 560 | 570 |